# كتائب حزب الله
 كتائب حزب الله العراقي فرق مسلحة شيعية في العراق. تتبع أيديولوجيًا لنظام ولاية الفقيه في إيران وتدعو بالاحتكام إليه. تحظى الكتائب بتمويل وتسليح وتدريب ودعم إيراني، وكان يرأسها أبو مهدي المهندس العضو في الحرس الثوري الإيراني. ومن الأهداف المعلنة للكتائب «إخراج المحتل من العراق والدفاع عن المُقدّسات». وتأسست هذه الحركة في عام 2003 بعد الإطاحة بحكم صدام حسين على يد الولايات المتحدة. بدأت نشاطها العسكري المعلن بعد 2007 حيث وصفها قائد قوات التحالف الجنرال ريموند أوديرنو، في عام 2008، بأن 80% من الهجمات ضد القوات الأمريكية في العراق كانت من تنفيذ "كتائب حزب الله" العراقية.

## نبذة تاريخية
تشكّلت كتائب حزب الله بعد سقوط بغداد بأيدي الاحتلال الأمريكي وتصاعد النفوذ الشيعي بعد سقوط صدام حسين، في هذا الوقت ظهرت كتائب تحمل اسم لواء أبي الفضل العباس وكتائب كربلاء وكتائب السجاد وكتائب زيد بن علي، وجميعها فصائل مسلحة اسلامية شيعية أعلنت تجمّعها وتوحدها تحت اسم «حزب الله العراقي» في 2006، وفي ذلك الوقت كانت الهدف الأصلي لهذه التجمعات هي محاربة المحتل الأمريكي. آلت الكتائب على نفسها مقاومة الاحتلال الأمريكي حتى إخراجه من العراق. اتصل الحزب بإيران من جهة العقيدي والمذهبي ولا يخفي هذا الإتصال. إذ أصدر الحزب عدة بيانات مؤيدة لإيران، ولغة تهديد الولايات المتحدة حتى جعل الولايات المتحدة تُدرج الحزب على قوائم الإرهاب عام 2009، لكن بعد انسحاب الأمريكيين نهاية 2011 تم تغيير «المقاومة» إلى «النهضة» ليصبح اسمه حزب الله- النهضة الإسلامية.

### أهدافها
1. مواجهة الاحتلال الأمريكي والغربي في العراق
2. العمل على تحقيق الجمهورية الإسلامية في العراق، كما في إيران.
3. الدفاع عن مرقد السيدة زينب في سوريا
4. مواجهة تنظيم داعش والدفاع عن مقدسات العراق

### الأيديولوجية الفكرية
أن الحزب في بياناته أشار إلى اتصاله الأيديولوجي بإيران. والحزب بولاية الفقيه ويقلّد المرشد الأعلى للثورة الإسلامية في إيران آيه الله علي خامئني.

## مجموعات هذه الكتائب
تشكلت هذه الكتائب من كتائب مختلفة مثل:
1. لواء أبو الفضل العباس
2. كتائب كربلاء
3. كتائب زيد ابن علي
4. كتائب علي الأكبر
5. كتائب السجاد

في سنة 2007 اندمجت كل هذه الكتائب باسم كتائب حزب الله العراق.
نفذّت ما يقارب ثلاثة آلاف عملية ضد القوات الأمريكية أبرزها قصف مديرية الأمن العامة في منطقة البلديات ببغداد بصواريخ الأشتر الايرانية الصنع، وقصف قاعدة الصقر بالصواريخ وقصف مطار بغداد الدولي.

## دور الكتائب في محاربة داعش
كان لكتائب حزب الله العراق دور بارز في محاربة تنظيم داعش وصد هجمات داعش باتجاه مدينة بغداد، كما شاركت في عملية عاشوراء لتحرير جرف الصخر شمال محافظة بابل وشاركت في عمليات تحرير وفك الحصار عن مدينة آمرلي وصد هجمات داعش باتجاه آمرلي كما شاركت في عمليات تحرير قضاء الدور وتحرير تكريت في عمليات كبيرة مشتركة لتحرير صلاح الدين وشاركت في تحرير كامل قضاء بيجي وكذلك عملية تحرير جزيرة سامراء وشاركت في عمليات تحرير الكرمة وأيضا الصقلاوية ومدينة الفلوجة وفي 25 يوليو أعلنت عن مشاركتها في عمليات تحرير الموصل.

### سرايا الدفاع الشعبي
وهي تشكّيل عسكري مسلح ضمن كتائب حزب الله العراق تأسس سنة 2014 وتشكّلت هذه السرايا من مجموعة من المتطوعين بعد إصدار فتوى الجهاد الكفائي التي أفتى بها المرجع الاعلى للشيعة علي السيستاني وبهذه الفتوى تشكّلت هذه الكتائب للدفاع عن العراق ضد تنظيم داعش.

## إتهامات بالخطف والقتل
- بتاريخ 8/3/2015 , إتهم أهالي محافظة صلاح الدين الميليشيا بإختطاف (14) مدنيّاً من منطقة دور الجلام .
- عثر في منطقة المشتل وقرية الفياض والبورديني شرق مدينة الفلوجة ( وعلى مقربة من الطريق الدولي السريع الرابط مع العاصمة بغداد ) على مقبرة جماعية تضم (200) جثة تعود لمدنيين من سكنة مدينة الفلوجة والنواحي التابعة لها , المقبرة تضم رفات عدد غير معلوم من الأشخاص عبارة عن جماجم وعظام وملابس مدنية وقيود بلاستيكية، بما يظهر أنها عملية إعدام جماعية نفذت في المكان الذي يؤكد مسؤول أمني عراقي، أنه كان موقع تجمع لقوات الشرطة الاتحادية وفصائل مسلحة ( مليشيا كتائب الإمام علي وحزب الله العراقي ) بين عامي 2014 و 2015.[24][25][26][27][28]

## قائمة الإرهاب الأمريكية
تم إدراج کتائب حزب الله فی قائمة الإرهاب الأمريكية في 2 يوليو / تموز 2009.
- أعلنت وزارة العدل الأمريكية، الأربعاء، 2 سبتمبر 2020، في بيان لها، أنها حجبت مواقع موقعين على شبكة الإنترنت تابعين لكتائب حزب الله المدعوم من إيران في العراق. يشار إلى أن كتائب حزب الله تعتبر منظمة إرهابية من قبل الولايات المتحدة.[30]

## الغارات الجوية الأمريكية
في 29 ديسمبر 2019، شنت الولايات المتحدة غارات جوية على خمسة منشآت لكتائب حزب الله، ثلاثة في غرب العراق، واثنان في شرق سوريا. وكانت الغارات الأمريكية في العراق قريبة من حي القائم الغربي في محافظة الأنبار، وعلى مقربة من الحدود مع سوريا. وشملت هذه المواقع مرافق تخزين الأسلحة ومواقع القيادة والسيطرة حسب بيان عسكري أمريكي ورويترز. وكان الهجوم ردا على ما اعتبرته الولايات المتحدة استهدافا لإحدى قواعدها في كركوك مما أسفر عنه مقتل متعاقد مدني أمريكي وإصابة أربعة من أفراد الخدمة الأمريكية جراء ضربة صاروخية على قاعدة K1. قُتل إثر الهجوم الأمريكي ما لا يقل عن 25 من مقاتلي الميليشيا وأُصيب 55 آخرون.
في 28 يناير 2024، تعرضت قاعدة الدعم اللوجيستي الأمريكية "البرج 22" في شمال شرق الأردن لهجوم بطائرة من دون طيار، مما أسفر عن مقتل 3 جنود وإصابة 34 آخرين. الجيش الأمريكي اتهم مجموعات مسلحة مرتبطة بإيران بالتورط في الهجوم، في حين نفت إيران تورطها. بدلاً من ذلك، اعترفت حركة "المقاومة الإسلامية في العراق" بتنفيذ الهجوم، وهددت بتصعيد إذا استمرت الولايات المتحدة في دعم إسرائيل في هجومها على قطاع غزة منذ أكتوبر 2023. في 2 فبراير 2024، قامت القوات الأمريكية بتنفيذ ضربات جوية رداً على الهجوم، استهدفت مواقع لكتائب حزب الله في عكاشات غرب العراق ومليشيات موالية لإيران في شرق سوريا.

## وصلات خارجية
- موقع كتائب حزب الله
- شاهد بعض عمليات كتائب حزب الله